# Michel Mallory
Pour les articles homonymes, voir Mallory.
 (septembre 2012).
Si vous disposez d'ouvrages ou d'articles de référence ou si vous connaissez des sites web de qualité traitant du thème abordé ici, merci de compléter l'article en donnant les références utiles à sa vérifiabilité et en les liant à la section « Notes et références ».
Michel Mallory pseudonyme de Jean-Paul Cugurno, né le 25 janvier 1941 à Monticello en Haute-Corse, est un auteur-compositeur-interprète français. Durant les années 1960, il débute dans la chanson et développe un style proche de la musique country. 
Au cours des années 1970, il chante encore mais de façon plus épisodique, étant plus souvent parolier pour d'autres interprètes et se faisant ainsi connaître du grand public pour ses collaborations avec Sylvie Vartan et Johnny Hallyday.
Il revient à la chanson durant les années 1980, en chantant dans sa langue natale, le corse.

## Biographie
Michel Mallory passe son enfance entre le village corse de Monticello et L'Île-Rousse. À huit ans, il découvre le continent. Adolescent, il poursuit ses études à Bastia, tout en vouant une véritable passion pour le football au club de Bastia. Il apprend la guitare en autodidacte à l'âge de 15 ans.
Trois ans plus tard, en 1959, Michel Mallory débute dans la chanson, en passant dans des cabarets parisiens : il chante au Don Camilo à La Villa d'Este et chez Ma Cousine à Montmartre. Élève à l'Institut d'optique, il fonde un groupe, Les Bop's. Il rencontre Paul Mauriat qui le produit chez Barclay pour quelques 45-tours dont Dring Dring ou La Banane du Cameroun, composé avec Léo Missir et les Pantys sur un 45 tours Riviera, l'orchestre étant sous la direction de Pierre Dutour.
Il participe ensuite à la première tournée de Claude François, passe à la Rose d'or d'Antibes avec Cent mille raisons puis tourne à nouveau dans les cabarets, chez Patachou et La Tour Eiffel avec Alice Dona. Cette rencontre avec Alice Dona, l'amène à renoncer temporairement à son rôle d'interprète après avoir à la fin des années 1960, tenté en vain une carrière de chanteur sous le nom de Thomas Liberi. En 1974, Michel Mallory enregistre Le Cow-Boy d'Aubervilliers, chanson qui obtient un certain succès.
Michel Mallory écrit ses premières chansons pour Claude François et Sylvie Vartan. C'est le début d'une carrière d'auteur-compositeur qui le mènera à plus de 1 000 chansons, enregistrées par de nombreux interprètes : Claude François, Sylvie Vartan, Tino Rossi, Jeane Manson, Mireille Mathieu, Joe Dassin, Gérard Lenorman, Mort Shuman, Herbert Léonard, Nicoletta, Daniel Guichard, Line Renaud, Alice Dona, Jean-Luc Lahaye, David Hallyday, Michel Sardou.
En tant qu'auteur, Michel Mallory est surtout connu, voire reconnu, pour avoir été pendant dix ans le parolier attitré de Johnny Hallyday.
En 2003, il participe à la Rose d'or à l'Olympia. En 2019, Michel Mallory est l'auteur des douze titres de l'album Puisque c'est écrit de Jean-Baptiste Guégan (plusieurs chansons ont été initialement écrites pour Johnny Hallyday),.

## Discographie

### Singles
- 1964 : Dring dring, Baby - Seize ans, À la porte de mon cœur.
- 1965 : Mon vieux Jo, Sur mesure pour moi - Chug a lug, Pour peindre ton visage.
- 1965 : Ce train que je prendrai, Moi je le sais et vous le savez - Vas-y, dis-lui, Dou da.
- 1965 : Cent mille raisons, Big Ben jock-jock - Cow-boys boots, Sous le soleil.
- 1965 : Engine engine no 9, Roses de Picardie - Ma voiture, Charlie.
- 1966 : Ma chanson, Demain - L'imagination, Trop long.
- 1967 : Annabelle, Le ruban bleu - Il faudrait que j'y pense un jour, La petite maison.
- 1967 : La plus jolie fille au monde, Pour Natalie - Anita, Ma tigresse à moi.
- 1968 : Parce que je t'aime, Les pantys - La banane du Cameroun, Ensemble.
- 1969 : La plage blonde - Tes lèvres mentent comme elles embrassent.
- 1971 : De l'amour à l'infini - Le goût de vivre.
- 1972 : Un amour ça peut mourir - On ne met pas un cœur en cage (45 tours enregistré sous le pseudonyme de Thomas Liberi).
- 1972 : Mama - Ton langage d'amour (45 tours enregistré sous le pseudonyme de Thomas Liberi).
- 1973 : La crapule - Le grand amour de ma vie (45 tours produit par Johnny Hallyday).
- 1973 : Où iront les enfants - Liza  (45 tours produit par Johnny Hallyday)
- 1974 : Va... va... va... - C'est ainsi, c'est la vie (45 tours produit, arrangé et dirigé par Johnny Hallyday).
- 1974 : Le cow-boy d'Aubervilliers - Ton petit métro (45 tours produit par Johnny Hallyday et Jean Renard).
- 1974 : Bye bye Baby - J'suis connu dans mon quartier (45 tours produit par Johnny Hallyday).
- 1975 : Johnny, ne laisse pas ta musique te tuer - Vas voir ma mère pour moi (45 tours produit par Johnny Hallyday).
- 1976 : Mon camion - Mes héros ont toujours été des cow-boys.
- 1978 : En vélo - Mélancolie (Raymond Poulidor pose sur la photo de la pochette avec Michel Mallory).
- 1980 : Le chanteur vedette - Les stars du quartier.
- 1987 : Canta (à la ville d’île Rousse) - Nostalgia (à mon père).

### Albums
- 1975 : ...D'Aubervilliers à Nashville

#### Albums en langue corse
Imprégné de tradition corse, Michel Mallory effectue en 1986, un retour aux sources en chantant dans sa langue maternelle.
- 1986 : Cantà, (dédié à sa mère)
- 1989 : Terra Corsa
- 1991 : Memoria di giuventù
- 1993 : Radiche*
- 1996 : (best of)Ses plus belles chansons*
- 2004 : (best of) Tutta Una Vita (inclus 3 inédits)
- 2007 : Sentimenti.
- 2010 : Parolle d'omu.

### Participations
- 1973 : Insolitudes, album de Johnny Hallyday ; Michel Mallory chante en duo avec Hallyday La prison des orphelins.
- 1981 : Live, album de Johnny Hallyday enregistré en tournée ; Mallory est à la guitare, à l'harmonica et fait les deuxième voix.
- 1981 : Pas facile, album de Johnny Hallyday ; Mallory est à la guitare, à l'harmonica et aux chœurs.

## Récompenses
Michel Mallory, lors d'un grand concert (réunissant plusieurs artistes parmi lesquels Michael Jones et Jeane Manson) reçoit  " la Guitare d'Or " d'Alain Longet[réf. nécessaire].

## Collaboration avec Johnny Hallyday
(la liste des participations de Michel Mallory sur scènes avec Johnny Hallyday n'est ici pas exhaustive)
Johnny Hallyday a enregistré 114 chansons signées Michel Mallory, ce qui fait de lui le parolier ayant le plus écrit pour le chanteur.
Il a enregistré en duo avec lui La Prison des orphelins (1973, album Insolitudes) et L'Amore solu (2006, album de Michel Mallory Sentimenti).
Michel Mallory a joué avec Johnny Hallyday sur scène à de nombreuses reprises :
Durant les années 1970, il collabore à plusieurs tournées, notamment en 1973 où il assure la première partie et 1974 où ils interprétèrent plusieurs duos.
En 1979 au Pavillon de Paris, à l'harmonica (sur certains titres) (Pavillon de Paris : Porte de Pantin).
En 1981 à l'harmonica et à la guitare rythmique durant le Night Rider Band Tour (album Live).
En 1994 et 1995, à Bruxelles au Forest National, Mallory à l'harmonica accompagne Hallyday sur La musique que j'aime.
En 1998, c'est au Stade de France qu'il joue avec lui sur le titre Salut Charlie (Stade de France 98 Johnny allume le feu).